# ミーガン・フォローズ
ミーガン・フォローズ（Megan Follows、1968年3月14日 - ）は、カナダの女優。

## 出演作品
- REIGN
- Dr.HOUSE　―ドクター・ハウス― シーズン7
- レイジング・ザ・バー　熱血弁護人 シーズン2
- ライ・トゥ・ミー　嘘の瞬間 シーズン1
- ブラザーズ＆シスターズ シーズン3
- 女検死医ジョーダン シーズン5
- コールドケース3
- CSI:マイアミ3
- CSI:4 科学捜査班
- LAW & ORDER　ロー＆オーダー シーズン11
- ER VII　緊急救命室 第7シーズン
- 赤毛のアン/アンの結婚 完全版（アン・シャーリー）
- 赤毛のアン/アンの結婚（アン・シャーリー）
- 新アウター・リミッツ/ベストセレクション
- ディープ・スリープ/禁断の殺意
- トムとハックの第2の冒険
- シャンペンチャーリー
- レイ・ブラッドベリ シリーズ/愛憎と恐怖
- 赤毛のアン/アンの青春 完全版（アン・シャーリー）
- 続・赤毛のアン/アンの青春（アン・シャーリー）
- デスティニー/愛は果てしなく
- 赤毛のアン/完全版（アン・シャーリー）
- 赤毛のアン（アン・シャーリー）
- 死霊の牙
- クイーン・メアリー/愛と欲望の王宮
- オクトーバー・ファクション October Faction (2020) テレビシリーズ